# Jools Holland
Jools Holland, OBE (* 24. ledna 1958 Londýn, Anglie) je britský hudebník a televizní moderátor. Byl jedním ze zakládajících členů skupiny Squeeze, se kterou nahrál celkem šest řadových alb. Od roku 1992 moderuje televizní pořad Later... with Jools Holland. V roce 2003 získal Řád britského impéria. V roce 2015 hrál na albu Rattle That Lock hudebníka Davida Gilmoura.